# Keeps Gettin’ Better – A Decade of Hits
Keeps Gettin’ Better – A Decade of Hits – składanka z największymi przebojami amerykańskiej piosenkarki Christiny Aguilery. Na płycie znalazły się piosenki z albumów: Christina Aguilera (z 1999), Stripped (2002) i Back to Basics (2006), a także dwa nowe utwory: przebojowe „Keeps Gettin' Better” i „Dynamite”. Premiera albumu miała miejsce w pierwszej połowie listopada 2008.
Sprzedano ponad milion egzemplarzy albumu na całym świecie.

## Informacje o albumie
Na wydaniu ogólnoświatowym albumu znalazły się wszystkie cztery z singli Aguilery, które osiągnęły 1. pozycję notowania Billboard Hot 100: debiutancki „Genie in a Bottle”, „What a Girl Wants”, „Come on Over Baby (All I Want Is You)” oraz „Lady Marmalade”, nagrany wspólnie z Lil’ Kim, Mýą i Pink. Ostatni z utworów nie został uwzględniony na edycji amerykańskiej. Dwa największe przeboje artystki, „Genie in a Bottle” i „Beautiful”, zostały zawarte na albumie podwójnie – w wersji oryginalnej oraz jako remiks, nagrany przez Aguilerę specjalnie na składankę. „Genie 2.0” to piosenka o popowo-eksperymentalnej melodii; wokalistka zaprezentowała ją w trakcie 2008 MTV Video Music Awards. „You Are What You Are (Beautiful)” jest utworem zrealizowanym w konwencji muzyki elektronicznej, zwiastującym następny, wydany w 2010 album Aguilery. Na składance znalazły się ponadto dwie zupełnie nowe kompozycje: tytułowe „Keeps Gettin' Better” oraz „Dynamite”. Oba są piosenkami electropopowymi, oba także wydano jako single.
Na albumie nie znalazły się dwa utwory promujące album Stripped (2002) Christiny Aguilery: „Can’t Hold Us Down” oraz „The Voice Within” (oba stały się międzynarodowymi przebojami). Producenci zrezygnowali także z zawarcia na płycie singli hiszpańskojęzycznych, dwóch singli promocyjnych z albumu Back to Basics (2006) oraz kilku nagranych przez Aguilerę duetów i piosenek wydanych na soundtrackach.
Wydana została również edycja rozszerzona (deluxe edition) albumu, z dodatkową płytą DVD obfitującą w wideoklipy Aguilery oraz film dokumentalny prezentujący dekadę jej sukcesów na listach przebojów.
Fotografie uwzględnione w albumie są dziełem autorstwa Niemki Ellen von Unwerth.

## Lista utworów
Wydanie ogólnoświatowe
1. „Genie in a Bottle” – 3:36
2. „What a Girl Wants” – 3:35
3. „I Turn to You” – 4:39
4. „Come on Over Baby (All I Want Is You)” – 3:23
5. „Nobody Wants to Be Lonely” (featuring Ricky Martin) – 4:11
6. „Lady Marmalade” (feat. Missy Elliott, Lil’ Kim, Mýa & Pink) – 4:25
7. „Dirrty” (feat. Redman) – 4:45
8. „Fighter” – 4:05
9. „Beautiful” – 3:59
10. „Ain't No Other Man” – 3:48
11. „Candyman” – 3:14
12. „Hurt” – 4:03
13. „Genie 2.0” – 4:15
14. „Keeps Gettin' Better” – 3:04
15. „Dynamite” – 3:09
16. „You Are What You Are (Beautiful)” – 4:44

## Single
- „Keeps Gettin' Better” (2008; singel oficjalny)
- „Dynamite” (2008; promo)

## Nagrody i wyróżnienia

### 2008
| Ceremonia                 | Nagroda                            | Rezultat  |
| ------------------------- | ---------------------------------- | --------- |
| MTV Europe Music Awards   | Najlepszy wykonawca wszech czasów  | Nominacja |
| Virgin Media Music Awards | Najlepszy międzynarodowy wykonawca | Nominacja |
| Virgin Media Music Awards | Najgorętsza artystka               | Nominacja |

### 2009
| Ceremonia        | Nagroda                 | Rezultat  |
| ---------------- | ----------------------- | --------- |
| NRJ Music Awards | Wokalistka roku – świat | Nominacja |

## Pozycje na listach przebojów
| Notowanie (2008–2009)                | Wydawca    | Najwyższa pozycja | Certyfikat |
| ------------------------------------ | ---------- | ----------------- | ---------- |
| Australian Albums Chart              | ARIA       | 8                 | platyna    |
| Argentina Albums Chart               | CAPIF      | 3                 |            |
| Austrian Albums Chart                | IFPI       | 10                |            |
| Belgian Albums Chart                 | IFPI       | 23                | złoto      |
| Canadian Albums Chart                | CRIA       | 10                |            |
| Danish Albums Chart                  | IFPI       | 15                |            |
| Dutch Albums Chart                   | NPI        | 28                |            |
| Finnish Albums Chart                 | IFPI       | 9                 |            |
| Finnish Midprice Albums Chart        | IFPI       | 6                 |            |
| German Albums Chart                  | IFPI       | 20                |            |
| Greek International Albums Chart     | IFPI       | 9                 |            |
| Greek Albums Chart                   | IFPI       | 20                |            |
| Hungarian Albums Chart               | MAHASZ     | 35                |            |
| Irish Albums Chart                   | IRMA       | 9                 | złoto      |
| Italian Albums Chart                 | FIMI       | 15                |            |
| Japanese Albums Chart                | Oricon     | 5                 | złoto      |
| Mexican Album Chart                  | AMPROFON   | 15                |            |
| New Zealand Albums Chart             | RIANZ      | 15                |            |
| Russian Albums Chart                 | 2M         | –                 | 2x platyna |
| Singapore Album Chart                | RIAS       | –                 | złoto      |
| Spanish Albums Chart                 | PROMUSICAE | 34                |            |
| Swedish Albums Chart                 | IFPI       | 41                |            |
| Swiss Albums Chart                   | IFPI       | 14                |            |
| Taiwanese Albums Top 20              | Five Music | 1                 |            |
| Taiwanese International Albums Chart | RIT        | 1                 |            |
| Taiwanese Main Albums Chart          | RIT        | 10                |            |
| UK Albums Chart                      | BPI        | 10                | złoto      |
| U.S. Billboard 200                   | RIAA       | 9                 |            |

## Daty wydania
| Państwo/region    | Data              |
| ----------------- | ----------------- |
| Niemcy            | 7 listopada 2008  |
| Świat             | 7 listopada 2008  |
| Australia         | 8 listopada 2008  |
| Wielka Brytania   | 10 listopada 2008 |
| Stany Zjednoczone | 11 listopada 2008 |
| Japonia           | 12 listopada 2008 |
| Meksyk            | 18 listopada 2008 |